# 伊藤大輔
伊藤大輔（1898年10月12日—1981年7月19日）日本傑出的電影導演和電影編劇，為日本時代劇的架構有極大的貢獻，被譽為「時代劇之父」。

## 電影導演作品
- 酒中日記（1924年）
- 剣は裁く（1924年）
- 煙（1925年）
- 長恨（1926年，現存13分鐘片段）
- 下郎（1927年）
- 忠次旅日記 甲州殺陣篇（1927年）
- 忠次旅日記 信州血笑篇（1927年、『御用篇』，現存95分鐘再修改版）
- 忠次旅日記 御用篇（1927年）
- 新版大岡政談（1928年）
- 血煙高田馬場（1928年，現存6分鐘濃縮版）
- 斬人斬馬劍（1929年，現存26分鐘再修改版）
- 一殺多生劍（1929年，現存30分鐘再修改版）
- 侍ニッポン（1931年）
- 御誂次郎吉格子（1931年，現存79分鐘上映版）
- 月形半平太（1933年，現存1分鐘片段）
- 丹下左膳 第一篇（1933年，現存45分鐘上映版）
- 丹下左膳 劍戟之卷（1934年，現存1分鐘片段）
- お六櫛（1935年，現存80分鐘上映版）
- 四十八人目（1936年，現存91分鐘上映版）
- あさぎり峠（1936年）
- 忠治活殺剱（監督久保為義・牧野正博、1936年） - 原作（45分の上映用プリントが現存[15]）
- 薩摩飛腳（1938年，現存86分鐘上映版）
- 鞍馬天狗（1942年，改題『鞍馬天狗 黄金地獄』現存90分鐘上映版）
- 二刀流開眼（1943年，現存91分鐘上映版）
- 宮本武藏 決鬥般若坂（1943年，現存75分鐘上映版）
- 春琴物語（1954年）
- 東海水滸傳（1945年、修改版名為『東海二十八人衆 東海水滸傳』，現存83分鐘上映版）
- 王將（1948年）
- おぼろ駕籠（1951年）
- 大江戸五人男（1951年）
- 下郎之首（1955年）
- 王將一代（1955年）
- 辯天小僧（1958年）
- 女人與海賊（1959年）
- 切られ与三郎（1960年）
- 反逆兒（1961年）
- 王將（1962年）
- 德川家康（1965年）
- 幕末（1970年）※最後作品

## 電影編劇作品
- 海的呼聲（1923年，野村芳亭導演）
- 傷める小鳥（1923年，牛原虛彥導演）
- 噫無情 第一篇 放浪之卷（1923年，牛原虛彥導演，現存9分鐘片段）
- 噫無情 第二篇 市長之卷（1923年，池田義臣導演）
- 無明地獄（1924年，陸大藏導演）
- 薄櫻記（1959年，森一生導演）
- 座頭市地獄旅（1965年，三隅研次導演）
- 眠狂四郎無賴劍（1966年，三隅研次導演）

## 外部連結
- 伊藤大輔 （页面存档备份，存于）（日語）